# Roče
Roče – wieś w Słowenii, w gminie Tolmin. W 2018 roku liczyła 59 mieszkańców.